# Парадокс Еллсберга
Парадокс Еллсберга — це парадокс у теорії рішень  (сучасна теорія корисності) в рамках якого учасники порушують постулати суб'єктивної теорії очікуваної корисності. Цей парадокс можна вважати свідченням на користь уникнення невизначеності індивідом. Цей парадокс носить ім'я американського економіста та колишнього військового аналітика Деніела Еллсберга, який в 1961 році опублікував статтю  з описом експерименту в рамках дизайну даного парадоксу.

## Дизайн парадоксу
Припустімо є кошик з 30 червоними кульками та 60 кульками жовтого та чорного кольору. Точна кількість кульок жовтого кольору так само як і чорного невідома, є інформація лише про їх загальну кількість. Кульки добре перемішані між собою та абсолютно однакові і відрізнити їх в кошику одна від одної неможливо. Індивіду (учаснику експерименту) пропонується здійснити попарний вибір:
на першому етапі між лотереями (іграми) А та B:
| Гра А | Гра В |
| --- | --- |
| Гравець отримує 100 $, якщо витягне червону кульку, та нічого не отримає, якщо витягнута кулька буде жовтого або чорного кольору. | Гравець отримує 100 $, якщо витягне чорну кульку, та нічого не отримає, якщо витягнута кулька буде жовтого або червоного кольору. |

На другому етапі учасник експерименту повинен зробити вибір між лотереями C та D:
| Гра С | Гра D |
| --- | --- |
| Гравець отримує 100 $, якщо витягне червону або жовту кульку, та нічого не отримає, якщо витягнута кулька буде чорного кольору. | Гравець отримує 100 $, якщо витягне чорну або жовту кульку, та нічого не отримає, якщо витягнута кулька буде червоного кольору. |

Ситуація вибору в рамках гри В та гри С характеризується невизначеністю, оскільки учаснику експерименту не відома точна кількість кульок чорного та жовтого кольору. Цю імовірність, наприклад для кульок чорного кольору можна оцінити в межах від 1/90 (якщо є тільки одна чорна кулька) до 59/90 (лише одна жовта кулька). При чому, зрозуміло що сумарна імовірність появи жовтої або чорної кульки рівна 2/3.
Більшість учасників такого експерименту схильні обирати гру А в першому акті вибору та гру D в другому.

## Парадокс в рамках теорії очікуваної та суб'єктивної корисності
Парадокс Еллсберга є додатковим свідченням проти постулатів як теорії очікуваної корисності фон Неймана — Моргенштерна, так і проти теорії суб'єктивної корисності Л. Севіджа. В рамках вказаних моделей припускається, що учасники експерименту будуть оцінювати значення корисності лотерей, запропонованих на кожному етапі вибору, а потім порівнявши їх між собою — робити вибір на користь тієї гри, корисність якої більша.
Оскільки сума можливого виграшу однакова в усіх лотереях, то вирішальне значення при порівнянні їх корисностій матиме імовірність отримати виграш. Оскільки більшість учасників в рамках першого етапу вибору (гра А та гра В) обирають гру А, то це означає, що вони оцінюють імовірність витягнути кульку червоного кольору вище аніж імовірність витягнути кульку чорного кольору.
В рамках другого етапу експерименту більшість учасників обирає лотерею D при порівнянні з С, а це в свою чергу означає, що вони оцінюють імовірність витягнути чорну або жовту кульку вище аніж імовірність витягнути червону або жовту кульку. В свою чергу (оскільки імовірність появи жовтої або червоної кульки рівне сумі цих імовірностей) це означає що імовірність витягнути чорну кульку учасник експерименту оцінює вище аніж для червоної. Але це прямо протилежне мотивам його дій на першому етапі — в цьому і проявляється сутність парадоксу. З деякою мірою перестороги можна стверджувати, що індивід намагається уникати ситуації невизначеності, віддаючи перевагу ситуаціям з визначеним рівнем ризику.

## Математичне вираження парадоксу в рамках теорії очікуваної корисності
Функція корисності в рамках моделі фон Неймана-Моргенштерна має вигляд:  {\displaystyle U=\sum _{i=1}^{n}p_{i}U(x_{i})}. При чому {\displaystyle \sum _{i=1}^{n}p_{i}=1}. Де {\displaystyle x_{i}} - можливий результат при настанні і-тої події {\displaystyle p_{i}} - імовірність настання такої події. 

Позначимо {\displaystyle P_{r}} - імовірність витягнути червону кульку, {\displaystyle P_{b}} - чорну, {\displaystyle P_{y}} - жовту

Відповідно, першу ситуацію вибору можна представити у вигляді:
{\displaystyle P_{r}U(100\$)+(1-P_{r})U(0\$)>P_{b}U(100\$)+(1-P_{b})U(0\$)}
відповідно  {\displaystyle P_{r}U(100\$)>P_{b}U(100\$)} або {\displaystyle P_{r}>P_{b}}

Друга ситуація вибору може бути представлена як:
{\displaystyle P_{r}U(100\$)+P_{y}U(100\$)+(1-P_{r}-P_{y})U(0\$)<P_{y}U(100\$)+P_{b}U(100\$)+(1-P_{y}-P_{b})U(0\$)} або {\displaystyle (P_{r}+P_{y})U(100\$)<(P_{y}+P_{b})U(100\$)} що означає  {\displaystyle P_{r}+P_{y}<P_{y}+P_{b}}, відповідно {\displaystyle P_{r}<P_{b}}

## Можливі пояснення парадоксу Еллсберга
Неможливість пояснення парадоксу в рамках традиційних моделей корисності, викликала необхідність появи якісно нових моделей, в яких функція зваження (оцінки) ризику була нелінійною (наприклад в рамках теорії перспектив Д. Канемана та А. Твєрскі), на відміну від лінійної функції в моделях фон Неймана - Моргенштерна та Л. Севіджа.